# Alexander Frick
Alexander Frick, né le 18 février 1910 à Schaan et mort le 31 octobre 1991 au même endroit, est un homme politique et chef du gouvernement du Liechtenstein du 3 septembre 1945 au 16 juillet 1962.

## Biographie
Fonctionnaire de l'administration fiscale du Liechtenstein en 1929, il en devient directeur de 1936 à 1945. En 1931, il crée le mouvement des scouts dans la principauté et de 1935 à 1937, il est président du Comité olympique du Liechtenstein.
Membre du Parti progressiste des citoyens (FBP), il devient chef du gouvernement du Liechtenstein le 3 septembre 1945. Il fait adopter diverses mesures à caractère social comme l'assurance vieillesse et veuvage, les allocations familiales, l'assurance-invalidité ainsi que l'aide à l'accession à la propriété.
Il se retire en 1962. De 1966 à 1974, il est député au Parlement, dont il est président de 1966 à 1970.
En 1961, il reçoit le titre de docteur honoris causa de l'université de Fribourg.
Son fils Hansjörg Frick est ministre de la Santé de 2001 à 2005.